# Karl-Heinz Lange (Typograf)
Karl-Heinz Lange (* 29. Juli 1929 in Riesenkirch, Kreis Rosenberg i. Westpr. (heute: Obrzynowo); † 29. Juni 2010 in Berlin) war ein deutscher Schriftgestalter und Typograf. Er gilt als einer der bedeutendsten Schriftgestalter der DDR.

## Leben
Lange kam mit seiner Familien in der Folge des Zweiten Weltkriegs als Vertriebener in die Sowjetische BesatzungszoneVon 1949 bis 1951 studierte er am Institut für künstlerische Werkgestaltung Halle/Saale - Burg Giebichenstein, zuletzt in der Schriftklasse von Herbert Post. Von 1951 bis 1955 studierte er bei Egon Pruggmayer in der Fachklasse für Buchgestaltung an der Hochschule für Grafik und Buchkunst Leipzig (HGBK). Er schloss das Studium mit Auszeichnung für den Entwurf einer Satzschrift für Zeilenguss ab. Von 1956 bis 1961 war er Dozent für Schrift und Gebrauchsgrafik an der Fachschule für angewandte Kunst in Magdeburg. Er bearbeitete u. a. den Forschungsauftrag, eine koreanische Fotosatzschrift zu gestalten. Dann hatte er bis 1963 an der HGBK eine Aspirantur. Er arbeitete in der Folge als Freischaffender, betätigte sich u. a. als Buchgestalter und bearbeitete als Trickfilmgestalter eine Reihe von technischen Lehrfilmen. Von 1969 bis 1976 war Lange Künstlerischer Leiter des Henschelverlags Kunst und Gesellschaft in Berlin. Danach war er bis 1994 Fachschullehrer an der Fachschule für Werbung und Gestaltung Berlin. Von 1991 bis 2006 hatte er einen Lehrauftrag für Typografie an der Hochschule Magdeburg-Stendal.
Lange stand in regem Kontakt mit dem 1989 verstorbenen Egon Pukall.

## Werk
Der VEB Typoart hatte Lange damit beauftragt, eine eigene sozialistische Variante der Schriftarten Optima von Hermann Zapf zu erstellen. Das Ergebnis war die Schriftart Publica, welche in der DDR häufig verwendet wurde. Für Fotosatz schuf Lange die Schriften Magna, Primus und Super Grotesk. Langes Bearbeitung der Super Grotesk von Arno Drescher gilt als eine der in der DDR meistverwendeten Schriften überhaupt. Für Telefonbücher und Gebrauchsanweisungen schuf er die Schriftart Minima. Gemeinsam mit Ole Schäfer aktualisierte er seine Schriften.

## Auszeichnungen
- 1984: Silbermedaille bei der Biennale Graphic Design, Brno, CSSR für die Gestaltung der Satzschrift PUBLICA
- 2009: Vierter Platz bei der Auszeichnung die besten Schriften des Jahres von Fontwerk für die Schriftart PTL Publicala (mit Ole Schäfer)

## Fachpublikationen (unvollständig)
- Schrift schreiben, zeichnen, konstruieren, schneiden, malen. Eine praktische Anleitung. Seemann Verlag, Leipzig, 1965
- Methodische Entwicklung einer Satzschrift unter Nutzung der elektronischen Datenverarbeitung. Hochschule für Industrielle Formgestaltung, Halle, 1986

## Ausstellungen (mutmaßlich unvollständig)
- 1965: Leipzig, Bezirkskunstausstellung
- 1979 und 1982: Berlin, Bezirkskunstausstellungen
- 1982/1983: Dresden, IX. Kunstausstellung der DDR

## Referenzen
- Karl-Heinz Lange (1929 bis 2010) Ein Nachruf von Ivo Gabrowitsch auf Fontblog
- Typografie-Info über Karl-Heinz Lange
- Pingmap.jp Bericht über den VEB Typoart mit Karl-Heinz Lange (erschienen in englischer Sprache)
- Fontwerk über Karl-Heinz Lange

| Personendaten    | Personendaten                           |
| ---------------- | --------------------------------------- |
| NAME             | Lange, Karl-Heinz                       |
| KURZBESCHREIBUNG | deutscher Schriftgestalter und Typograf |
| GEBURTSDATUM     | 29. Juli 1929                           |
| GEBURTSORT       | Riesenkirch                             |
| STERBEDATUM      | 29. Juni 2010                           |
| STERBEORT        | Berlin                                  |